# 亚历山大·扎夏季科
亚历山大·费奥多罗维奇·扎夏季科（1910年8月25日（9月7日）—1963年9月5日），苏联共产党中央委员会委员。曾担任过苏联部长会议副主席、煤炭工业部部长。

## 備註
1. ↑  俄語羅馬化：Aleksandr Fyodorovich Zasyad'ko
2. ↑  烏克蘭語羅馬化：Oleksandr Fedorovych Zasiadko